# Ticinosuchus
Ticinosuchus var ett släkte arkosaurier som levde under mitten av trias. Fossil av Ticinosuchus har påträffats i Schweiz. Den enda kända arten är Ticinosuchus ferox.
Ticinosuchus hade en lång smal kropp, täckt av två rader beniga plattor som även täckte svansen. De smala benen var placerade direkt under kroppen och fotens ben hade utvecklats till en häl. Ticinosuchus kunde bli upp till tre meter lång.